# Mosiona squamosa
Mosiona squamosa är en insektsart som först beskrevs av Melichar 1902.  Mosiona squamosa ingår i släktet Mosiona och familjen Flatidae. Inga underarter finns listade i Catalogue of Life.